# یونیتی (موتور بازی)
یونیتی (به انگلیسی: Unity) یک موتور بازی چندسکویی است که توسط (Unity Technologies) ساخته شده‌است و برای اولین بار در ژوئن ۲۰۰۵ در کنفرانس جهانی توسعه‌دهندگان اپل به عنوان موتور بازی سازی انحصاری مک‌اواس معرفی و منتشر شد. از سال ۲۰۱۸، موتور برای پشتیبانی بیش از ۲۵ سیستم عامل توسعه یافته بود. از این موتور می‌توان برای ایجاد بازی‌های سه بعدی، دو بعدی، واقعیت مجازی و واقعیت افزوده و همچنین شبیه‌سازی و سایر تجربیات استفاده کرد. این موتور توسط صنایع خارج از بازی‌های ویدئویی مانند فیلم، خودرو، معماری، مهندسی و ساخت به کار گرفته شده‌است.
از یونیتی برای ساخت بازی ویدئویی برای کامپیوترهای شخصی، کنسول‌های بازی، تلفن‌های همراه و وب سایت‌ها استفاده کرد.
یونیتی را می‌توان یکی از محبوب‌ترین و کامل‌ترین موتور بازی سازی جهان دانست، یکی از بهترین بازیهای موبایلی که با این موتور ساخته شده‌ است نسخه ندای وظیفه موبایل و گنشین است که این امر نشان دهندهٔ قدرت بسیار زیاد این موتور بازی سازی است.
یونیتی در چهار نسخه personal و plus و pro و enrterprise که از بین این چهار نسخه تنها نسخۀ personal رایگان است.

## ویرایشگر اسکریپت
در نسخه های جدید یونیتی به‌صورت داخلی ویرایشگر کد وجود ندارد اما درکنار آن ویژوال استودیو کد به عنوان ویرایشگر پیشفرض نصب می‌گردد.
این موتور بازی سازی به برنامه‌نویس این امکان را می‌دهد که از ساده ترین ویرایشگر های متنی مانند نوت پد تا محیط های حرفه ای کد نویسی نظیر ویژوال استودیو، جت‌برینز، راید، و زامارین برای ویرایش اسکریپت ها استفاده کند و انتخاب این مورد میتواند بر اساس انتخاب کاربر متفاوت باشد.

## گیم جدید
در نسخه های جدید یونیتی زبان برنامه نویسی سی شارپ به عنوان زبان اصلی توسعه در این محیط استفاده می‌شود.
در گذشته یونیتی از زبان برنامه نویسی بو پشتیبانی می‌کرد که در نسخه ۵ آنرا حذف نمود. همچنین یونیتی از یک نسخه از زبان جاوا اسکریپت به نام اسکریپت یونیتی پشتیبانی می‌کرد که در سال ۲۰۱۷ منسوخ گردیده است و جای خود را به سی شارپ داد.

## پلتفرم‌های خروجی
یونیتی یک موتور بازی ساز چند سکویی است، یعنی می‌تواند برای بسیاری از پلتفرم‌های موجود خروجی تهیه کند. گرفتن خروجی اندروید از این نرم‌افزار سخت است با این حال امروزه تنها حدود ۵ درصد کاربران بازی‌ها را بر روی کامپیوترهای شخصی اجرا می‌کنند و سهم بسیاری به کنسول‌های بازی و موبایل و وب می‌رسد. 
یونیتی برای پلتفرم‌های زیر خروجی ایجاد می‌کند:
- ایکس‌باکس ۳۶۰
- پلی‌استیشن ۳
- آی‌اواس
- وب (HTML5)
- اکس‌باکس وان
- پلی‌استیشن ۴
- پلی‌استیشن ۵

- آتاری وی‌سی‌اس

- مایکروسافت ویندوز
- اندروید
- مک اواس
- تایزن
- سیستم عامل تلویزیون (tv os)

تقریباً می‌توان گفت که یونیتی برای تمامی پلتفرم‌های موجود خروجی بازی تولید می‌کند و ممکن است کمتر نیاز به ویرایش اسکریپت‌های پروژه پیدا کنید. این قابلیت از لحاظ تجاری بسیار مهم است، به خصوص اجرای بازی بر روی وب و به صورت چند کاربر (network) که باعث جذب کاربران بسیار می‌شود. تعدادی از بازی‌های موجود در شبکه اجتماعی فیس‌بوک توسط موتور بازی ساز یونیتی ایجاد شده‌است.